# 潘茂名
潘茂名（约290年—约373年），又称“潘仙”、“潘茂真人”，西晋时期岭南地区道教先驱、医师。

## 生平
相传，潘茂名于西晋太熙元年（290年）农历三月二十四出生于粤西浮山岭脚下的潘坡村（今属广东高州市根子镇），年少喜好游玩，“欲瞻中国之盛”。西晋永嘉年间，只身往北游历，在新安郡邂逅道士对弈，拜道士为师，在“新都石室”（今浙江淳安县梓桐镇尹山一带）修炼二十年，学习炼丹和养生之法，亦曾往茅山拜谒求教于著名术士葛洪、张玄宾。学成返乡后，隐居于高郡主山（今广东高州市区一带），在城西西山（后称观山）、城东东坡采药炼丹，用丹药驱除瘟疫，救治百姓。民间亦因此流传“东坡烧火，西山观烟”。其在城东辟“荖园”种植草药，开凿水井，专做炼丹之用，后人称“思前井”，沿用至今。其一生悬壶济世，深得百姓爱戴，民间相传，潘茂名于东晋宁康元年（373年）重阳节黄昏“乘石船仙去”，并留有石船丹灶遗迹。
隋文帝開皇十八年（598年），朝廷為表彰其功德，在其鄉置茂名縣，唐太宗貞觀八年（634年），置潘州（今廣東省茂名、電白、高州等地），合稱「潘州茂名縣」，作為紀念。如今的茂名市市名也因之而来。民间也兴建潘仙祠、潘仙观、潘仙庙等设像供奉祭祀。其修炼地被称为“潘仙坡”，“潘坡丹灶”被评为高州古八景之一。清朝诗人屈大均有《后高凉曲》咏潘仙，“不见仙人驾石船，鉴江秋水正连天。石篙撑折三千丈，愁绝蓬莱路渺然。”

## 纪念
- 潘仙祠
- 潘仙观
- 潘茂名纪念公园